# フランチェスコ・デ・ムーラ
フランチェスコ・デ・ムーラ（Francesco De Mura、1696年4月21日 - 1782年8月19日）はイタリアの画家である。

## 略歴
ナポリで生まれた。ドミニコ・ヴィオラ（Domenico Viola:1610年-1696年)が残した工房で1年間、働いた後、1708年から当時のナポリを代表する画家、フランチェスコ・ソリメーナ(1657年-1747年)の工房で働き始め、1730年までソリメーナのもとで働いた。1715年にソリメーナが改修に関わったナポリのサン・ニコラ・アッラ・カリタ教会の壁画の制作に従事したのに始まり、1720年代、1730年代はナポリの多くの教会の壁画を描いた。
1741年にサルデーニャ王国の宮廷に招かれ、トリノに移り1743年まで滞在し、トリノ王宮(Palazzo Reale)に神話を題材にした壁画を描いた。トリノでは建築家のフィリッポ・ユヴァラや画家のコッラード・ジアキント(Corrado Giaquinto)と知り合い、影響を受けた。1743年にナポリに戻り、シチリア・ブルボン朝ナポリ・シチリア王国の宮廷画家に任じられた。
弟子にはピエトロ・バルデリーノ(Pietro Bardellino:1728年–1806年)やジローラモ・ストラーチェ(Girolamo Starace:c.1745年-1785年) がいる。

## 作品

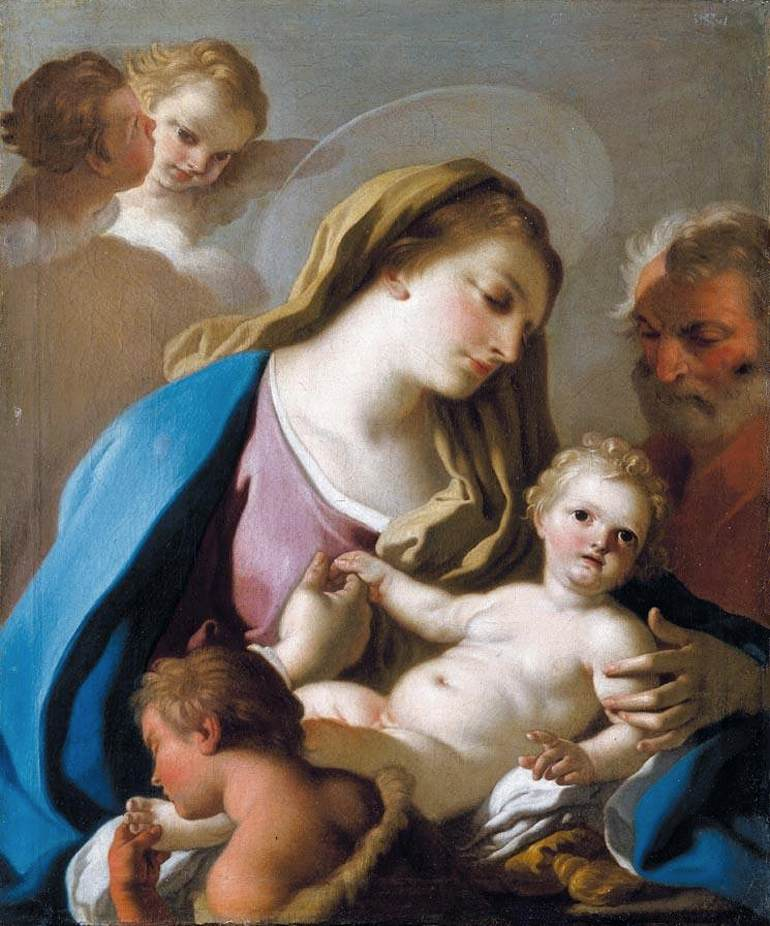
聖家族と洗礼者ヨハネ (1760年代)
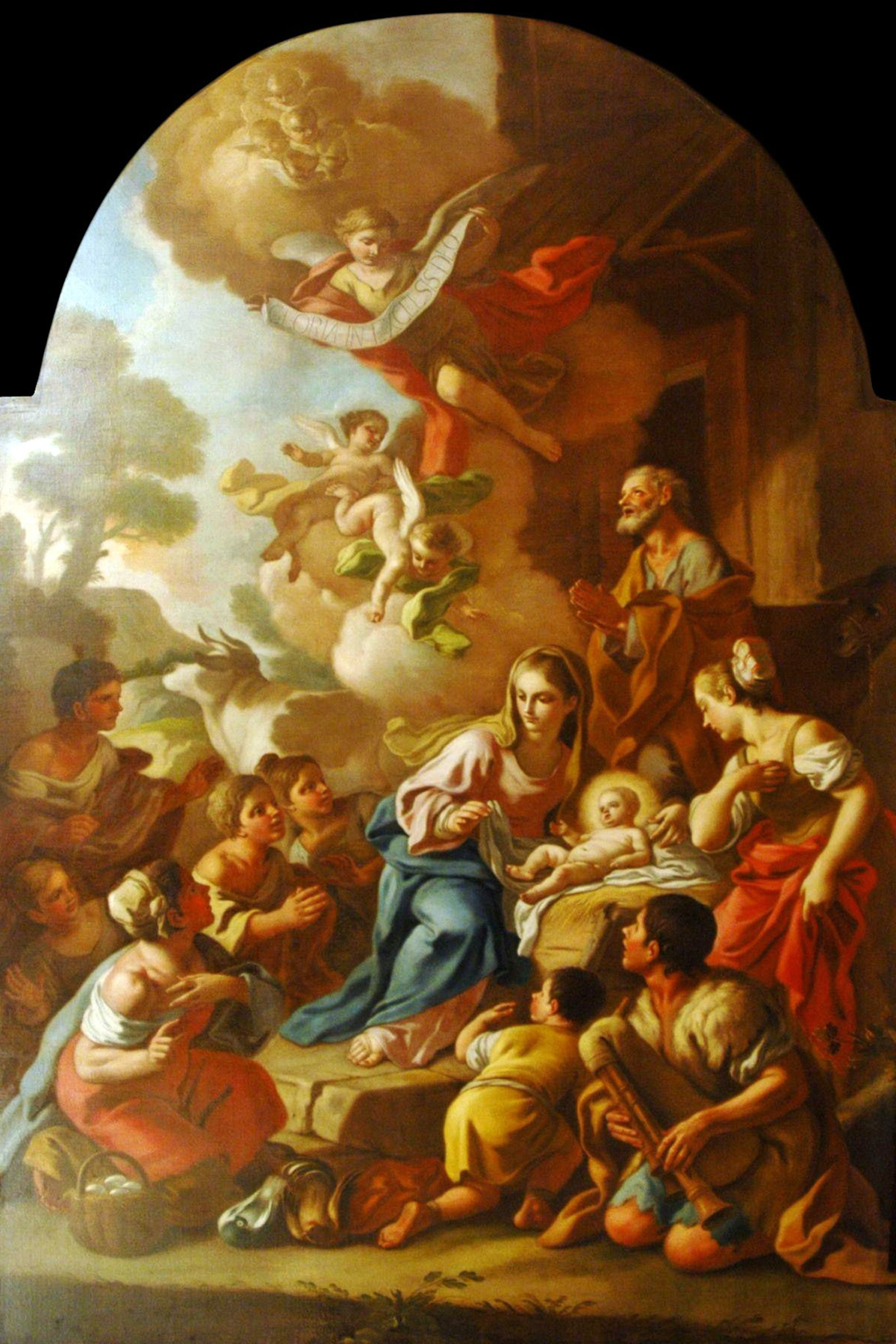
羊飼いの礼拝
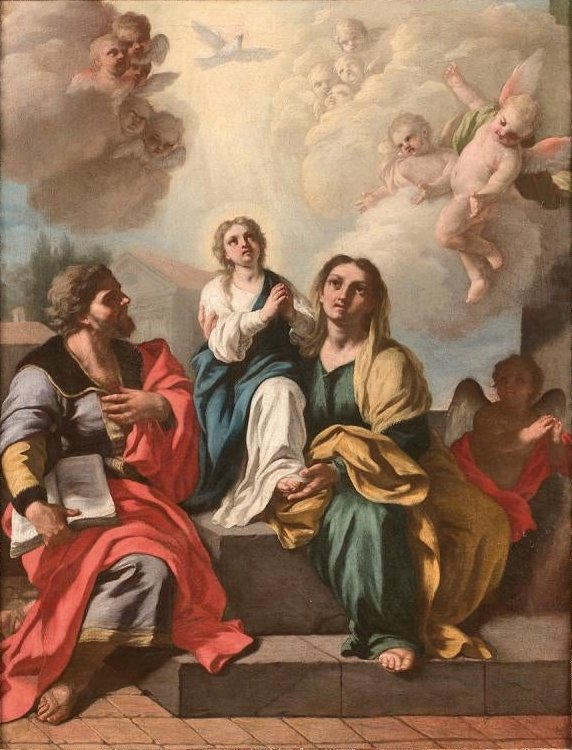
聖家族
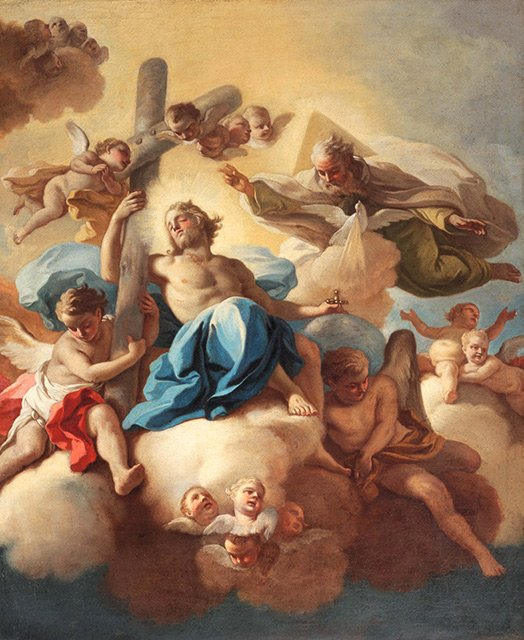
(1741)

Aurora and Titonus
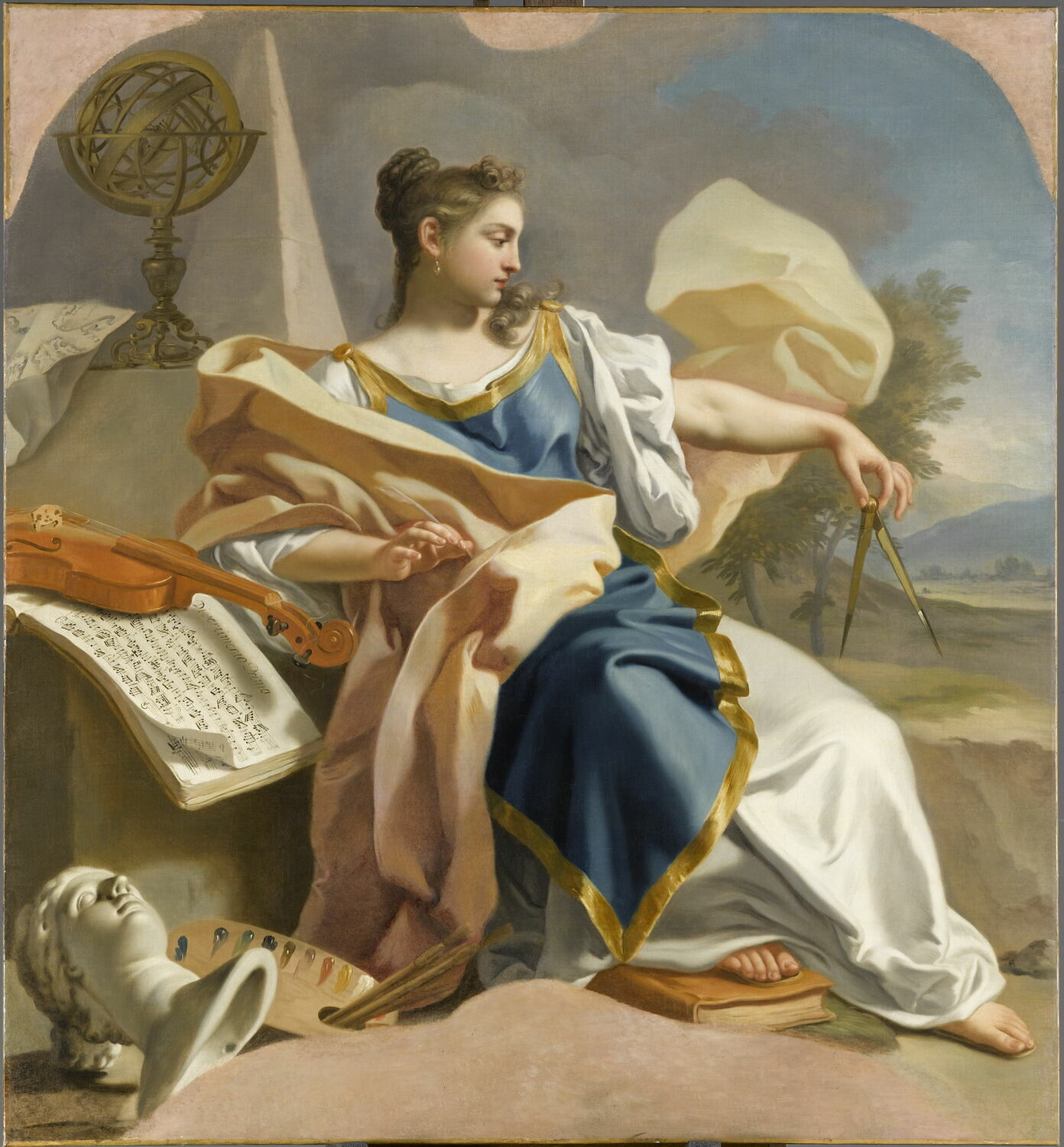
Allegory of arts (1750)
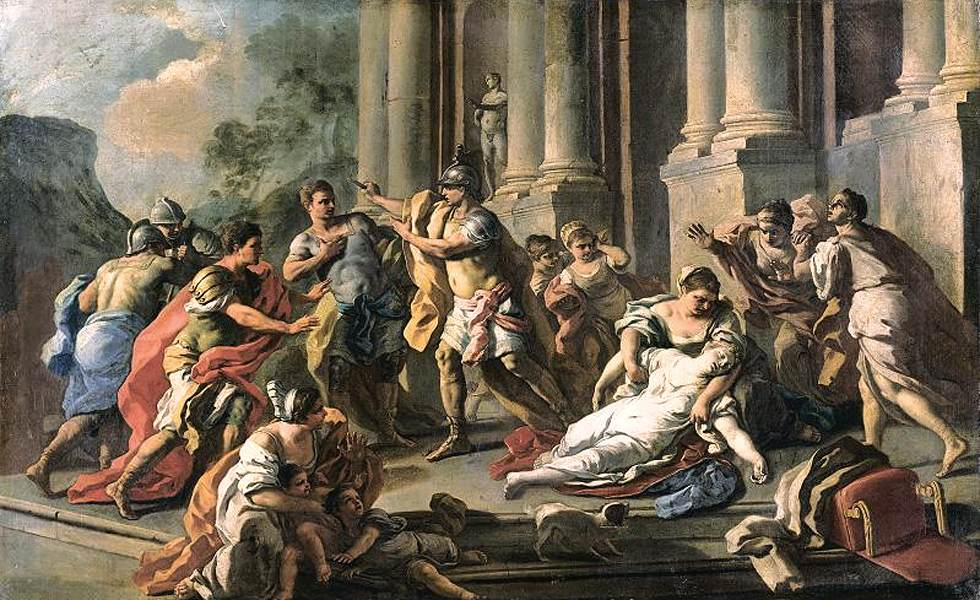
妹を殺したホラティウス